# Grosses-Roches
Grosses-Roches är en kommun i provinsen Québec i Kanada. Den ligger i regionen Bas-Saint-Laurent, i den östra delen av landet, 700 km nordost om huvudstaden Ottawa.